# Agnes McLaren

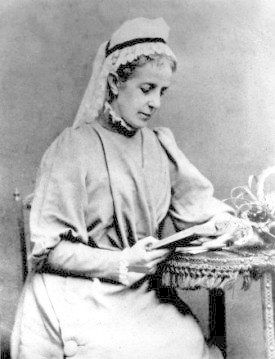
Agnes McLaren

Agnes McLaren (* 4. Juli 1837 in Edinburgh, Schottland; † 17. April 1913 in Antibes, Frankreich) war eine schottische Ärztin. Sie war 1878 die erste Absolventin der Medizin an der Universität Montpellier und die zehnte Frau in Großbritannien, die ihren Abschluss als Ärztin erlangte. Sie gründete 1910 die erste katholische medizinische Mission in Indien, das St. Catherine’s Hospital in Rawalpindi.

## Leben und Werk

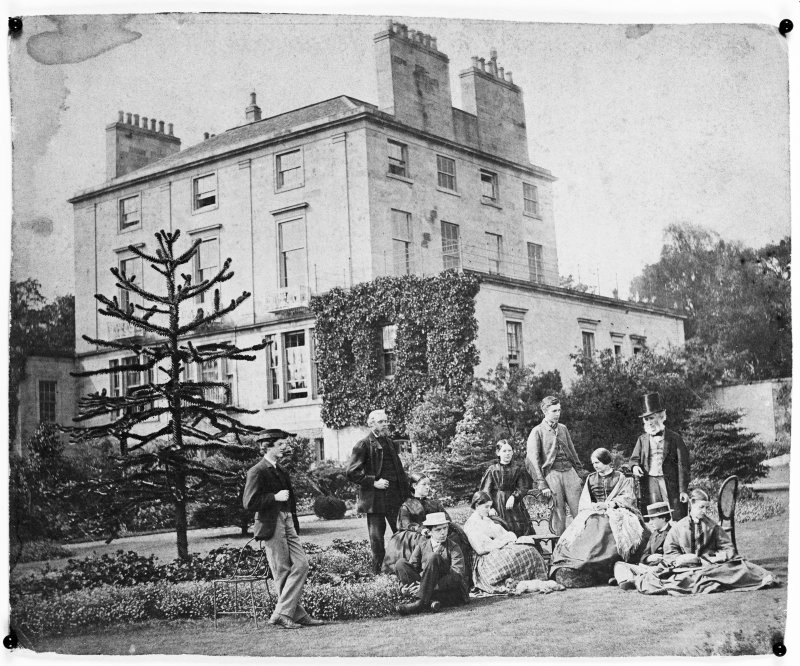
Duncan McLaren und seine dritte Frau Priscilla Bright, sowie die Kinder aus seinen drei Ehen vor Newington House um 1880. McLaren, der in Edinburgh als Abgeordneter und Lord Provost diente, kaufte Newington House 1852 und starb dort 1886

McLaren war die Tochter von Christina Gordon Renton und Duncan McLaren, der in dritte Ehe Priscilla Bright McLaren heiratete. Als junge Erwachsene engagierte sie sich gemeinsam mit Sophia Jex-Blake und Jane Taylour im Kampf für das Frauenwahlrecht und gegen die Sklaverei. Zusammen mit ihrer Stiefmutter Priscilla Bright McLaren unterzeichnete sie 1866 die Petition für das Frauenwahlrecht und wurde zur Sekretärin der Edinburgh National Society for Women's Suffrage gewählt. Gemeinsam mit ihrer Jane Taylour hielt sie mehr als 70 Vorträge in ganz Schottland, um die Suffragistinnenbewegung zu fördern. 1872 organisierte sie innerhalb von zwei Monaten 18 Versammlungen in Schottland und trat 1875 dem Exekutivkomitee des Zentralkomitees der National Society for Women's Suffrage bei. Sie engagierte sich weiterhin für das Frauenwahlrecht und wurde 1909 Mitglied der Women's Social and Political Union (WSPU) und 1912 über deren Wahlkampffonds Mitglied der National Union of Women’s Suffrage Societies. Zum Zeitpunkt ihres Todes war sie außerdem Mitglied der Catholic Women's Suffrage Society.

## Medizinstudium und Ärztin in Frankreich und Schottland
Da Frauen an britischen Universitäten kein Medizinstudium erlaubt war, zog sie zum Studium nach Frankreich, wo sie die erste und einzige Frau an der Medizinischen Fakultät von Montpellier war. Während ihres Studiums fand sie Unterkunft im Kloster der Franziskanerinnen. 1878 promovierte sie mit der Dissertation: Flexions of the Uterus und war die erste Absolventin der Medizinischen Fakultät von Montpellier.
Um im Vereinigten Königreich praktizieren zu können, legte sie ein Examen in Dublin ab, damals die einzige medizinische Fakultät in Großbritannien, die Frauen medizinische Abschlüsse verlieh. Sie war die zehnte Frau in Großbritannien, die ihren Abschluss als Ärztin erlangte. Anschließend wurde sie Mitglied des Verwaltungsrats der London School of Medicine for Women und 1882 Fellow des Royal College of Physicians in Dublin.
Von 1879 bis 1881 arbeitete sie in der Canongate-Ambulanz für die Armen in Edinburgh. Da das schottische Klima ihre gesundheitlichen Probleme verschlechterte, zog sie nach Frankreich. Dort arbeitete sie in Montpellier mit den Medizinern Combal und Grasset zusammen und gründete in Cannes eine Praxis für Allgemeinmedizin. Zudem war sie zeitweilig als Ärztin an der Canongate Medical Missionary Dispensary in Edinburgh tätig.

## Missionsarbeit in Indien
Mit 61 Jahren konvertierte sie zum Katholizismus und wurde in die Ordensgemeinschaft der Dominikanerinnen von Bethanien aufgenommen. 1905 gründete sie in London das Medical Mission Committee. Mit Freiwilligen einer katholischen Mission finanzierte und eröffnete sie in Rawalpindi das St. Catherine Hospital. Die Parda untersagte in Indien männlichen Ärzten die Behandlung weiblicher Patienten. Angesichts des Mangels an Ärztinnen starben Anfang des 20. Jahrhunderts Tausende indische Frauen an Krankheiten oder Komplikationen bei der Geburt. Bei ihrem Besuch in Rawalpendi war ihre Hauptbeschäftigung die Anwerbung erfahrener Schwestern in Medizin und Chirurgie. Bei der Suche nach Frauen, die das Krankenhaus leiten sollten, stellte sie fest, dass das katholische Kirchenrecht Nonnen dieses untersagte. Sie bat den Papst und den Heiligen Stuhl fünfmal offiziell um Aufhebung dieser Beschränkung und appellierte gleichzeitig an Frauen, die an medizinischer Versorgung im Ausland interessiert waren. Die Österreicherin Anna Dengel kam ihrer Bitte nach. Kurz nach Beginn ihres Briefwechsels begann Dengel ihr Medizinstudium an der Universität Cork. Dengel und Joanna Lyons setzten McLarens Arbeit fort und gründeten 1925 die Society of Catholic Medical Missionaries.
Agnes McLaren starb 1913 im Alter von 75 Jahren und wurde in Antibes begraben.

## Ehrungen
- 2018 wurde die Agnes McLaren Association gegründet.[10]
- 2019 benannte die Medizinische Fakultät Montpellier-Nîmes ihren Geburtssimulationsraum nach Agnes McLaren.[11][12]
- 2021 wurde der Agnes McLaren Thesis Prize erstmalig verliehen.[13][14]